# Lance Lumsden
Lancelot Emerson „Lance“ Lumsden (* 30. Oktober 1939 in Buff Bay; † 18. Juni 2011 in Kingston) war ein jamaikanischer Tennisspieler und Musiker.
Lumsden nahm an allen vier Grand-Slam-Turnieren teil und vertrat sein Heimatland über mehrere Jahre im Davis Cup.

## Karriere
Lancelot Emerson „Lance“ Lumsden spielte ab dem Beginn der 1960er-Jahre College Tennis an der Southern Illinois University Carbondale, wo er der stärkste Spieler seiner Mannschaft war. Anschließend war er einer der ersten Jamaikaner, die auf der internationalen Tennisprofitour spielten.
Ab 1963 repräsentierte er die Davis-Cup-Mannschaft der British West Indies in insgesamt sieben Begegnungen. Er spielte insgesamt 20 Matches, von denen er drei gewann (ein Einzel und zwei Doppel) sowie siebzehn verlor (12 Einzel und 5 Doppel). Mit seinem einzigen Doppelsieg trug er dabei zum ersten Sieg der Mannschaft der British West Indies im Davis Cup überhaupt im Jahr 1966 gegen Venezuela bei. Bei der folgenden 1:4-Niederlage gegen die Davis-Cup-Mannschaft der Vereinigten Staaten gelang ihm gemeinsam mit seinem Doppelpartner Richard Russel ein überraschender Sieg gegen das amerikanische Doppel Arthur Ashe und Charlie Pasarell, der als „eine der besten Momente der Tennisgeschichte Jamaikas und der Karibik“ (“one of the finest hours in the history of tennis in Jamaica and the Caribbean”) bezeichnet wurde.
Lumsden nahm im Laufe seiner Karriere an allen Grand-Slam-Turnieren teil, kam aber nur einmal über die erste Runde hinaus.

## Musik und Schauspielerei
Nach seiner aktiven Tenniskarriere hatte er Nebenrollen in der österreichischen Fernsehserie Ein echter Wiener geht nicht unter, in der deutschen Filmkomödie Himmel, Scheich und Wolkenbruch sowie dem Fernsehfilm Neon Mix.
Er veröffentlichte zwei Musikalben und dreizehn weitere Singles bzw. EPs, konnte sich aber nicht in den Charts platzieren.

## Persönliches
Lumsden lebte einen Großteil seines Lebens in Wien. 1978, zu dem Zeitpunkt war er noch verheiratet, ging mit der österreichischen Moderatorin Chris Lohner eine Lebensgemeinschaft ein; die Beziehung endete nach fünfzehn Jahren in Freundschaft. Er war Vater von drei Söhnen, darunter Robin Lumsden, österreichisch-amerikanischer Rechtsanwalt, Unternehmer und jamaikanischer Honorarkonsul in Österreich und Marco Lumsden, CEO von einer Werbeagentur namens „lumsdenandfriends“.
Lumsden starb 2011 im Alter von 71 Jahren an Prostatakrebs.